# Lista över böcker av och om Adolf Hitler

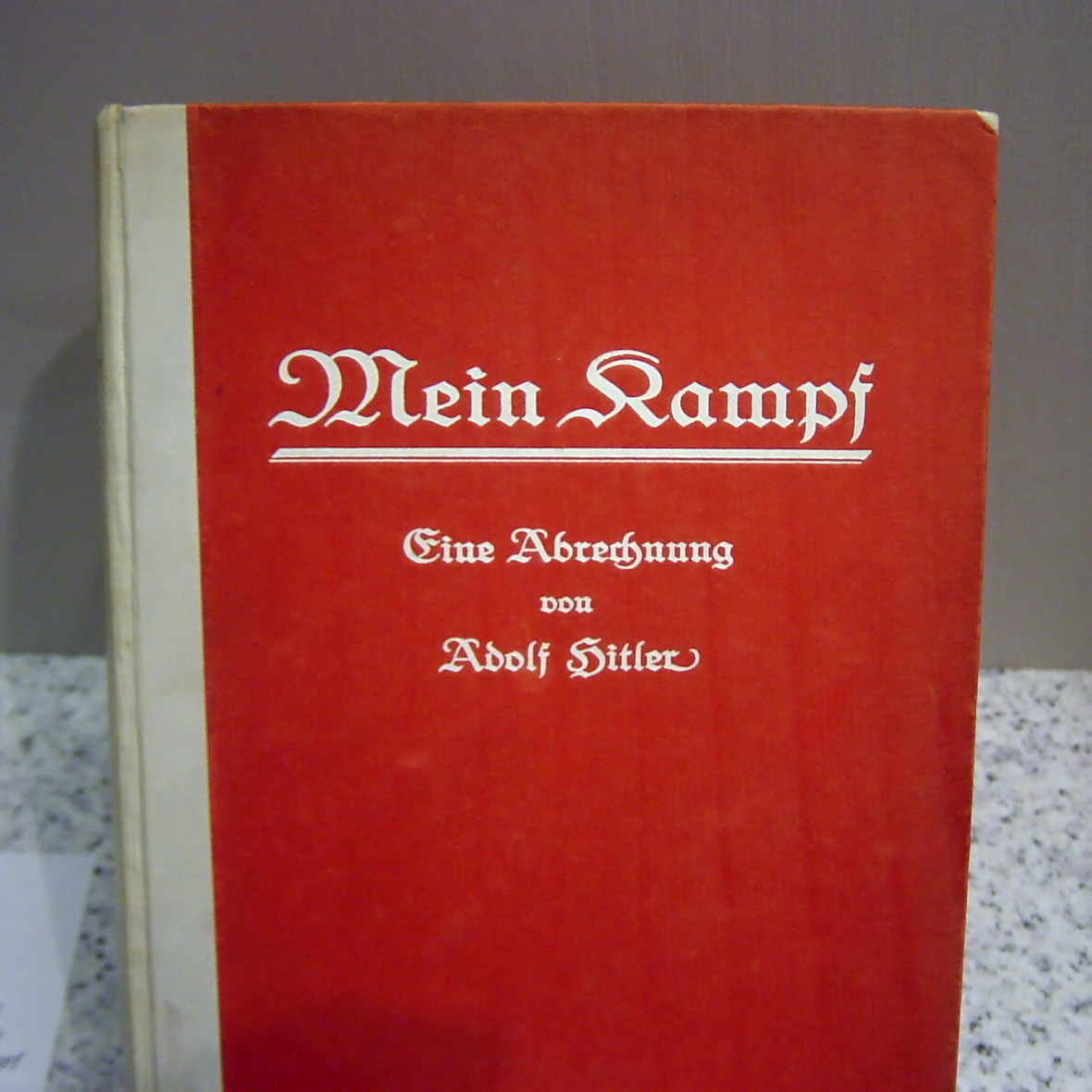
Mein Kampf, Hitlers första och mest kända bok.

Detta är en lista över Adolf Hitlers böcker och skrifter, böcker och skrifter om Adolf Hitler. 

## Böcker och skrifter av Adolf Hitler
- Hitler, A. (1925). Mein Kampf. (Online Version - Mein Kampf)
- Hitler, A. (1935). Zweites Buch (trans.) Hitler's Second Book: The Unpublished Sequel to Mein Kampf by Adolf Hitler. (Enigma Books: New York, 2006. ISBN 978-1-929631-61-2)
- Hitler, A. (1945). Adolf Hitlers personliga testamente.
- Hitler, A. (1945). Adolf Hitlers politiska testamente.
- Hitler, A., et al. (1971). Unmasked: two confidential interviews with Hitler in 1931. Chatto & Windus. ISBN 0-7011-1642-0
- Hitler, A., et al. (1974). Hitler's Letters and Notes. Harper & Row. ISBN 0-06-012832-1
- Hitler, A., et al. (2000). Hitler's Table Talk. Enigma Books. ISBN 978-1-929631-66-7

### Tal av Adolf Hitler
- Baynes, N. (1942). The Speeches of Adolf Hitler, April 1922-August 1939 V1. London, Oxford University Press. ISBN 0-598-75893-3
- Baynes, N. (1942). The Speeches of Adolf Hitler, April 1922-August 1939 V2. London, Oxford University Press. ISBN 0-598-75894-1
- Domarus, M. (1990). Hitler: Speeches and Proclamations 1932 - 1934 V1. Bolchazy-Carducci Publishers, Inc. ISBN 0-86516-227-1
- Domarus, M. (1992). Hitler: Speeches and Proclamations 1935 - 1938 V2. Bolchazy-Carducci Publishers, Inc. ISBN 0-86516-229-8
- Domarus, M. (1996). Hitler: Speeches and Proclamations 1939 - 1940 V3. Bolchazy-Carducci Publishers, Inc. ISBN 0-86516-230-1
- Domarus, M. (2004). Hitler: Speeches and Proclamations 1941 - 1945 V4. Bolchazy-Carducci Publishers, Inc. ISBN 0-86516-231-X
- Domarus, M., Romane, P., ed. (2007). The Essential Hitler: Speeches and Commentary. ISBN 0-86516-665-X
- Domarus, M. (2007). The Complete Hitler: A Digital Desktop Reference to His Speeches & Proclamations 1932-1945. ISBN 0-86516-658-7
- Roussy, R. (1973). My New Order. Octagon Books. ISBN 0-374-93918-7

## Biografier om Adolf Hitler
- Bullock, A. (1958). Hitler: a Study in Tyranny. Bantam Books. ISBN 1-56852-036-0
- Cross, C. (1973). Adolf Hitler. Hodder and Stoughton. ISBN 0-340-10911-4
- Davidson, E. (1977). The Making of Adolf Hitler. Macmillan Pub. Co. ISBN 0-8262-1117-8
- Davidson, E. (1996). Unmaking of Adolf Hitler. Univ. of Missouri Pr. ISBN 0-8262-1045-7
- Dufner, A. (2003). Rise of Adolf Hitler. Greenhaven Pr. ISBN 0-7377-1518-9
- Eberle, Henrik and Uhl, Matthias (2005). The Hitler Book: The Secret Dossier Prepared for Stalin from the Interrogations of Hitler's Personal Aides. New York: Public Affairs. ISBN 1-58648-366-8
- Fest, J. (2002). Hitler. Harvest Books. ISBN 0-15-602754-2
- Fuchs, T. (2000). A Concise Biography of Adolf Hitler. Berkley. ISBN 0-425-17340-2
- Gerber, A. (1961). The life of Adolf Hitler, 1889-1945. Mercury Books. ASIN B0007EAR98
- Giblin, J. (2002). The Life and Death of Adolf Hitler. Clarion Books. ISBN 0-395-90371-8
- Hanfstaengl, E. (1994). Hitler : The Missing Years. Arcade Publishing. ISBN 1-55970-272-9
- Gogerly, L. (2003). Adolf Hitler. Heinemann/Raintree. ISBN 0-7398-5256-6
- Hallett, G. (2005). Hitler Was a British Agent. Progressive Press. ISBN 0-473-11478-X
- Heiber, H. (1972). Adolf Hitler a Short Biography. Berg Pub Ltd. ISBN 0-85496-123-2
- Heiden, K. (1936). Hitler: A Biography. A.A. Knopf.
- Heyes, E. (1994). Adolf Hitler. Millbrook Pr. ISBN 1-56294-343-X
- Housden, K. (2000). Hitler : Biography of a Revolutionary. Routledge. ISBN 0-415-16358-7
- Kershaw, I. (1999). Hitler: 1889-1936 Hubris. W. W. Norton & Company. ISBN 0-393-04671-0
- Kershaw, I. (2001). Hitler: 1936-1945 Nemesis. W. W. Norton & Company. ISBN 0-393-32252-1
- Kubizek, A. (1976). The Young Hitler I Knew. Greenwood Pub Group. ISBN 0-8371-8664-1
- Machtan, L. (2001). The Hidden Hitler. Basic Book. ISBN 0-465-04308-9
- Marrin, A . (1987). Hitler. Penguin Books ISBN 0-670-81546-2
- Maser, W. (1973). Hitler: legend, myth & reality. Harper & Row. ISBN 0-06-012831-3
- Nardo, D. (2002). Adolf Hitler. Lucent Books. ISBN 1-56006-951-1
- Nicholls, D. (2000). Adolf Hitler: A Biographical Companion. ABC-Clio Inc. ISBN 0-87436-965-7
- Parker, L. et al. (2002). Adolf Hitler. Blackbirch Pr. Inc. ISBN 1-56711-625-6
- Payne, R. (1973). The Life and Death of Adolph Hitler. Cape. ISBN 0-224-00927-3
- Petrova, A. (1995). The Death of Hitler: The Full Story With New Evidence from Secret Russian Archives. W. W. Norton & Co Inc. ISBN 0-393-03914-5
- Price, B. (1984). Adolf Hitler: The Unknown Artist. Stephen Cook. ISBN 0-9612894-0-6
- Roberts, J. (2001). Adolf Hitler: A Study in Hate. Powerkids Pr. ISBN 0-8239-3317-2
- Rosenbaum, R. (1999). Explaining Hitler: The Search for the Origins of His Evil. Harper Perennial. ISBN 0-06-095339-X
- Rubenstein, J. (1982). Adolf Hitler. Franklin Watts. ISBN 0-531-04477-7
- Shirer, W. (1961). The Rise and Fall of Adolf Hitler. Scholastic. ISBN 0-394-86270-8
- Smith, B. (1967). Adolf Hitler: His Family, Childhood, and Youth. Hoover Institution Press. ISBN 0-8179-1622-9
- Smith, Gene (1973). The Horns of the Moon: A short biography of Adolf Hitler. New York City: Charterhouse. ISBN 0-88327-027-7
- Stalcup, B. (2000). Adolf Hitler. Greenhaven Pr. ISBN 0-7377-0222-2
- Tames, R. (1998). Adolf Hitler: An Unauthorized Biography. Heinemann Library. ISBN 1-57572-689-0
- Toland, J. (1976). Adolf Hitler. Doubleday. ISBN 0-385-03724-4
- Waite, R. (1993). The Psychopathic God: Adolf Hitler. Da Capo Press. ISBN 0-306-80514-6
- Wepman, D. (1989). Adolf Hitler. Chelsea House Pub. ISBN 0-7910-0575-5
- Williams, J. (2005). Corporal Hitler and the Great War 1914-1918 : The List Regiment. Frank Cass. ISBN 0-415-35855-8

## Illustrationer av Adolf Hitler
- Bildendienst, Z. (1979). Adolf Hitler: Pictures of the Life of the Fuehrer. Northstar Commemoratives. ISBN 0-910667-04-7
- Blundell, N. (1995). Pictorial History of Adolf Hitler. World Pubns. ISBN 1-57215-137-4
- Kelly, M. (1990). Adolf Hitler. Olympic Marketing Corp. ISBN 0-908240-88-0
- Lorant, S. (1979). Sieg Heil: An illustrated history of Germany from Bismarck to Hitler. Bonanza Books. ISBN 0-517-27787-5

## Medicinska studier av Adolf Hitler
- Bezymenski, L. (1968). The Death of Adolf Hitler: Unknown Documents from Soviet Archives. Harcourt Brace. ISBN 0-7181-0634-2
- Doyle, D. (2005). Hitler's Medical Care PDF File
- Heston, L. (1980). The Medical Casebook of Adolf Hitler: His Illnesses, Doctors, and Drugs. Stein & Day Pub. ISBN 0-8128-2718-X
- Heston, L. (1999). Adolf Hitler: A Medical Descent That Changed History His Drug Abuse, Doctors, Illnesses. Baypoint Pr. ISBN 0-9665852-9-1
- Heston, L. (2000). The Medical Casebook of Adolf Hitler. Cooper Square Press. ISBN 0-8154-1066-2
- Krueger, Kurt (1943). I Was Hitler's Doctor. New York: Biltmore Publishing Co. preface by K. Arvid Enlind, M.D. Lt. Col. Medical Reserve, USA
- Langer, Walter C. (1972). The Mind of Adolf Hitler: The Secret Wartime Report. New York: Basic Books. ISBN 0465046207
- Lewis, D. (2004). The Man Who Invented Hitler: The Making of the Fuhrer (sic). Headline Book Publishing. ISBN 0-7553-1149-3
- Morell, Dr. T. et al. (1983). Adolf Hitler : The Secret Diaries of Hitler's Doctor. ZIP Focal Point Publications. ISBN 0-283-98981-5
- Murray, Henry A. (1943). Analysis of the Personality of Adolph Hitler: With Predictions of His Future Behavior and Suggestions for Dealing with Him Now and After Germany's Surrender. Online at Donovan Nuremberg Trials Collection, Cornell University Law Library.
- Schwaab, E. (1992). Hitler's Mind: A Plunge into Madness. Praeger Publishers. ISBN 0-275-94132-9
- Victor, G. (1999). Hitler: The Pathology of Evil. Potomac Books. ISBN 1-57488-228-7
- Zalampas, S. (1990). Adolf Hitler: A Psychological Interpretation of His Views on Architecture Art and Music. Bowling Green State Univ Popular Pr. ISBN 0-87972-488-9

### Böcker om Hitler och vegetarianism
- Berry, R. (2004). Hitler: Neither Vegetarian Nor Animal Lover. Pythagorean Books. ISBN 0-9626169-6-6
- Ferguson, R. (2001). Hitler Was A Vegetarian. Famedram Publishers Ltd. ISBN 0-905489-71-3
- Wilson, B. (1996). "Mein Diat; Adolf Hitler's diet" [sic] New Statesman, volume 127 issue 4406 page 40. New Statesman : Mein Diat - Adolf Hitler's diet

## Direkt relaterade till Adolf Hitler
- Anderson, K. (1995). Hitler and the Occult. Prometheus Books. ISBN 0-87975-973-9
- Arthur, M. (1999). Adolf Hitler: A Chilling Tale of Propaganda. Trident Pr. Intl. ISBN 1-58279-031-0
- Boldt, G. Hitler's Last Days: An Eye-Witness Account. ISBN 1-84415-361-4.  Translated by Sandra Bance.
- Bullock, A. (1991). Hitler and Stalin: Parallel Lives. HarperCollins. ISBN 0-679-72994-1
- Bullock, A. (1991). Hitler: A Study in Tyranny. Harper Perennial. ISBN 0-06-092020-3
- Corvaja, Santi (2001). Hitler and Mussolini: The Secret Meetings. Enigma Books. ISBN 978-1-929631-42-1
- Duroselle, Jean-Baptiste (2004). France and the Nazi Threat: The Collapse of French Diplomacy, 1932-1939. Enigma Books. ISBN 978-1-929631-15-5
- Evans, R. (2001). Lying About Hitler: History, Holocaust, and the David Irving Trial. Basic Books. ISBN 0-465-02152-2
- Fabre, Giorgio (2006). Hitler's Contract: The Secret History of the Italian Edition of Mein Kampf. Enigma Books. ISBN 978-1-929631-37-7
- Haffner, S. (1983). The Meaning of Hitler. Harvard University Press. ISBN 0-674-55775-1
- Heiber, Helmut and Glantz, David M. (2004). Hitler and His Generals. Military Conferences 1942-1945. Enigma Books. ISBN 978-1-929631-28-5
- Heiden, K. (1944). Der Fuehrer: Hitler's Rise to Power.  Beacon Press. ISBN 0-8070-5665-0
- Hamann, B. (2000). Hitler's Vienna. Oxford University Press. ISBN 0-19-514053-2
- Irving, D. (2002). Hitler's War and the War Path. World War II Books. ISBN 1-872197-10-8
- Irving, D. (1977). Hitler's War. Hodder & Stoughton. ISBN 0-340-16747-5
- Dupuy, T. (1969). Military Life of Adolf Hitler, Führer of Germany. F. Watts. ISBN 0-531-01873-3
- Jäckel, E.  (2000). Hitler's World View: A Blueprint for Power. Oxford University Press. ISBN 0-674-40425-4
- Joachimsthaler, A. (1996). The Last Days of Hitler: Legend, Evidence and Truth. Arms & Armour Press. ISBN 0-304-35453-8
- Knopp, G. (1998). Hitler's Henchmen. Sutton Publishing. ISBN 0-7509-3781-5
- Knopp, G. (2001). Hitler's Holocaust. Sutton Pubns. Inc. ISBN 0-7509-2700-3
- Knopp, G. (2003). Hitler's Women. Routledge. ISBN 0-415-94730-8
- Lattimer, J. (2001). Hitler and the Nazi Leaders: A Unique Insight into Evil. Hippocrene Books. ISBN 0-7818-0896-0
- Lively, S. et al. (1995). The Pink Swastika. Online Version Veritas Aeterna Press. ISBN 0-9647609-7-5
- Lukacs, J. (1998). The Hitler of History. Vintage. ISBN 0-375-70113-3
- Lee, S. (1998). Hitler and Nazi Germany. Routledge. ISBN 0-415-17988-2
- McDonough, F. (2003). Hitler and the Rise of the Nazi Party. Longman. ISBN 0-582-50606-9
- Moorhouse, R. (2006). Killing Hitler. Cape. ISBN 0-224-07121-1
- Piosson, Georges (2008). Hitler's Gift to France: The Return of the Remains of Napoleon II. Crisis at Vichy, December 15, 1940. Enigma Books. ISBN 978-1-929631-67-4
- Rich, N. (1992). Hitler's War Aims: Ideology, the Nazi State, and the Course of Expansion. W. W. Norton & Company. ISBN 0-393-00802-9
- Sayer, I. (2004). The Women Who Knew Hitler: The Private Life of Adolf Hitler. Carroll & Graf. ISBN 0-7867-1402-6
- Snyder, L. (1961). Hitler and Nazism. Franklin Watts Inc. ISBN 1-121-67474-7
- Spielvogel, J. (2004). Hitler and Nazi Germany : A History. Prentice Hall. ISBN 0-13-189877-9
- Spotts, F. (2004). Hitler and the Power of Aesthetics. Overlook Press. ISBN 1-58567-345-5
- Stackelberg, R. (1999). Hitler's Germany. Routledge. ISBN 0-415-20114-4
- Trevor-Roper, T. (1992). The Last Days of Hitler. University Of Chicago Press. ISBN 0-226-81224-3
- Weinberg, Gerhard L. (2010). Hitler's Foreign Policy, 1933-1939--The Road to World War II. Enigma Books. 978-1-929631-91-9
- Welch, D. (2001). Hitler: Profile of a Dictator. Routledge. ISBN 0-415-25075-7
- Wiskemann, E. (1949). The Rome-Berlin Axis: A History of the Relations between Hitler and Mussolini. Oxford University Press.
- Wistrich, R. (2003). Hitler and the Holocaust. Modern Library. ISBN 0-8129-6863-8.
- Zitelmann, R. (2000) Hitler: The Politics of Seduction, London House 2000, ISBN 1-902809-03-3.

## Indirekt relaterade till Adolf Hitler
- Broszat, M. (2001). The Hitler State : The Foundation and Development Of The Internal Structure Of The Third Reich. Longman. ISBN 0-582-49200-9.
- Deist, W. et al. (2008). The German Reich and the Second World War. Deutsche Verlags-Anstalt.
- Evans, R. (2004). Coming Of The Third Reich. Penguin Press. ISBN 1-59420-004-1
- Evans, R. (2005). The Third Reich in Power, 1933-1939. Penguin Press HC. ISBN 1-59420-074-2
- Fest, J. (2004). Inside Hitler's Bunker : The Last Days of the Third Reich. Farrar, Straus and Giroux. ISBN 0-374-13577-0
- Fest, J. (1996). Plotting Hitler's Death: The German Resistance to Hitler, 1933-1945. Weidenfield & Nicolson. ISBN 0-297-81774-4
- Frei, N. (1993). National Socialist Rule in Germany: The Führer State 1933-1945. Blackwell Pub. ISBN 0-631-16858-3
- Herztein, R. (1974). Adolf Hitler and the German Trauma, 1913-1945;: An Interpretation of the Nazi Phenomenon. Putnam. ISBN 0-399-11286-3
- Heiden, K. (1932). History of National Socialism. Octagon Books. ISBN 0-374-93776-1
- Hoffmann, Peter (2000). Hitler's personal security. Protecting the Führer, 1921-1945. Da Capo Press. ISBN 0-306-80947-8
- Johnson, E. (2000). Nazi Terror: The Gestapo, Jews, and Ordinary Germans. Basic Books. ISBN 0-465-04908-7
- Kershaw, I. (2000). The Nazi Dictatorship: Problems and Perspectives of Interpretation. Arnold Publishers. ISBN 0-340-76028-1
- Levenda, P. (2005). Unholy Alliance: A History of Nazi Involvement with the Occult. Continuum. ISBN 0-8264-1409-5
- Megargee, G. (2000). Inside Hitler's High Command. University Press of Kansas. ISBN 0-7006-1187-8
- Mitcham, S. (1996). Why Hitler?: The Genesis of the Nazi Reich. Praeger Trade. ISBN 0-275-95485-4
- Nicholls, A. (2000). Weimar and the Rise of Hitler. Palgrave Macmillan. ISBN 0-312-23351-5
- O'Donnell, J. (2001). The Bunker. Da Capo Press. ISBN 0-306-80958-3
- Orlow, Dietrich (2008). The Nazi Party, 1919-1945: A Complete History. Enigma Books. ISBN 978-1-929631-57-5
- Rees, L. (1999). The Nazis: A Warning from History. New Press. ISBN 1-56584-551-X
- Roth, J. et al. (2000). The Holocaust Chronicle. Publications International, Ltd. ISBN 0-7853-2963-3
- Shirer, W. (1960). The Rise and Fall of the Third Reich. Gramercy. ISBN 0-517-10294-3
- Shirer, W. (1979). Berlin Diary: The Journal of a Foreign Correspondent 1934-1941. Viking. ISBN 0-14-005182-1
- Speer, A. (1997). Inside the Third Reich. Simon & Schuster. ISBN 0-684-82949-5

## Artiklar
- Aigner, Dietrich "Hitler's Ultimate Aims - A Programme of World Dominion?" pages 251-266 from Aspects of the Third Reich edited by H.W. Koch, Macmillan: London, 1985.
- Bankier, David "Hitler and the Policy-Making Process on the Jewish Question" pages 1–20 from Holocaust and Genocide Studies, Volume 3, 1988.
- Bloch, Eduard "My Patient, Hitler" pages 35–37 from Collier's, March 15, 1941.
- Bloch, Eduard "My Patient, Hitler" pages 69–73 from Collier's, March 22, 1941.
- Binion, Rudolph "Hitler's Concept of "Lebensraum": the Psychological Basis" pages 187-215 from History of Childhood Quarterly, Volume 1, 1973.
- Binion, R. "Foam on the Hitler Wave" pages 552-558 from Journal of Modern History, Volume 46, 1974.
- Bracher, K.D. "The Role of Hitler: Perspectives of Interpretation" pages 193-212 from Fascism: A Reader's Guide, edited by Walter Laqueur, Harmondsworth, 1979.
- Broszat, M. "Hitler and the Genesis of the ‘Final Solution’: An Assessment of David Irving’s Theses" pages 73–125 from Yad Vashem Studies, Volume 13,1979;  reprinted pages 390-429 in Aspects of the Third Reich edited by H.W. Koch, London: Macmillan, 1985, ISBN 0-333-35272-6.
- Bullock, A. "Hitler and the Origins of the Second World War" pages 221-246 from European Diplomacy Between Two Wars, 1919-1939, edited by Hans Gatzke, Chicago: Quadrangle Books, 1972.
- Carr, William "The Hitler Image in the Last Half-Century" pages 462-488 from Aspects of the Third Reich, edited by H.W. Koch, Macmillan: London, 1985.
- Erikson, Erik "The Legend of Hitler's Youth" pages 370-396 from Political Man and Social Man edited by Robert Paul Wolff, New York, 1966.
- Fest, J. "On Remembering Adolf Hitler" pages 19–34 from Encounter, Volume 41, October 1973.
- Hale, Oron James "Adolf Hitler: Taxpayer" pages 830-842 from American Historical Review, Volume 60, 1955.
- Hauner, Milan "Did Hitler Want World Domination?" pages 15–32 from Journal of Contemporary History. Volume 13, 1978.
- Hildebrand, K. “Hitler’s War Aims” pages 522-530 from The Journal of Modern History, Volume 48, Issue # 3 September 1976.
- Hillgruber, A. "Hitler's Program" pages 49–55 from Germany and the Two World Wars. Cambridge: Harvard University Press, 1981.
- Hillgruber, A. "England's Place in Hitler's Plans for World Dominion" pages 5–22 from Journal of Contemporary History, Volume 9, 1974.
- Hoffmann, Peter "Hitler's Personal Security" pages 151-171 from Police Forces In History, edited by George Mosse, Beverly Hills, 1975.
- Hoffmann, P. "Maurice Bavaud's Attempt to Assassinate Hitler in 1938" pages 173-204 from Police Forces In History edited by G. Mosse, Beverly Hills, 1975.
- Kater, M. "Hitler in a Social Context" pages 243-272 from Central European History, Volume 14, 1981.
- Kettenacker, Lothar "Social and Psychological Aspects of the Führer's Rule" pages 96–132 from Aspects of the Third Reich, edited by H.W. Koch, Macmillan: London, 1985.
- Koch, H.W. "Hitler and the Origins of the Second World War Second Thoughts on the Status of Some of the Documents" pages 125-143 from The Historical Journal, Volume 11, No. 1 1968.
- Koch, H.W. "Hitler's Programme and the Genesis of Operation `Barbarossa'" pages 285-324 from Aspects of the Third Reich, edited by H.W. Koch, Macmillan: London, 1985.
- Michaelis, Meier "World Power Status or World Dominion? A Survey of the Literature on Hitler's 'Plan of World Dominion' (1937-1970)" pages 331-360 from Historical Journal. Volume 15, 1972.
- Mommsen, H. "Hitler's Position in the Nazi System" pages 163-188 from From Weimar to Auschwitz. Oxford, 1991.
- Mommsen, H. "Reflections on the Position of Hitler and Göring in the Third Reich" pages 86–97 from Reevaluating the Third Reich edited by Jane Caplan and Thomas Childers, New York, 1993.
- Preston, Paul "Franco and Hitler: The Myth of Hendaye 1940" pages 1–16 from Contemporary European History, Volume 1, 1992.
- Roberston, E.M. "Hitler's Planning for War and the Response of the Great Powers" pages 196-234 from Aspects of the Third Reich, edited by H.W. Koch, Macmillan: London, 1985.
- Trevor-Roper, H. "Hitlers Kriegsziele" pages 121-133 from Vierteljahrshefte für Zeitsgeschichte, Volume 8, 1960, translated into English as "Hitler's War Aims" pages 235-250 from Aspects of The Third Reich edited by H.W. Koch, London: Macmillan Ltd, 1985.
- Watt, D.C. "Hitler's Visit to Rome and the May Weekend Crisis: A Study In Hitler's Response to External Stimuli" pages 23–32 from Journal of Contemporary History, Volume 9, 1974.
- Weinberg, G. "Adolf Hitler" pages 5–38 from Visions of Victory The Hopes of Eight World War II Leaders, Cambridge: Cambridge University Press, 2005.
- Weinberg, G. "Hitler's Private Testament of May 2, 1938" pages 415-419 from Journal of Modern History, Volume 27, 1955.
- Weinberg, G. "Hitler's Image of the United States" pages 1006-1021 from American Historical Review, Volume 69, Issue #4, July 1964.
- Weinberg, G. "Hitler and England: Pretense and Reality" pages 299-309 from German Studies Review, Volume 8, 1985.
- Weinberg, G. "The World Through Hitler's Eyes" pages 30–56 from Germany, Hitler and World War II Essays in Modern German and World History, Cambridge: Cambridge University Press, 1995.

## Andra språk

### Holländska
- Hertog, P.  (2005). Hitlers schutkleur. De oorsprong van zijn antisemitisme. De Arbeiderspers. ISBN 90-295-6248-X

### Tyska
- Heiden, K. (1936). Hitler I Das Leben eines Diktators. Zürich.
- Heiden, K. (1937). Hitler II Ein Mann gegen Europa. Zürich.
- Hoffmann, Peter (1975). Die Sicherheit des Diktators. Hitlers Leibwachen, Schutzmaßnahmen, Residenzen, Hauptquartiere. R. Piper & Co. Verlag, München. ISBN 3-492-02120-4
- Horstmann, B. (2004). Hitler in Pasewalk - Die Hypnose und ihre Folgen, Hitlers hysterische Blindheit. Droste Verlag. ISBN 3-7700-1167-8
- Koch-Hillebrecht, M. (1999). Homo Hitler. Psychogramm des deutschen Diktators. btb Verlag. ISBN 3-442-75603-0
- Krockow, C. (2001). Hitler und seine Deutschen. List Verlag, München. ISBN 3-471-79415-8
- Machtan, L. (2001). Hitlers Geheimnis. Das Doppelleben eines Diktators. Fest Verlag. ISBN 3-8286-0145-6
- Domarus, M. (1998). Hitler: Reden und Proklamationen 1932 - 1934 V1. Bolchazy-Carducci Publishers, Inc.  ISBN 978-0-86516-325-6.
- Domarus, M. (1998). Hitler: Reden und Proklamationen 1935 - 1938 V2. Bolchazy-Carducci Publishers, Inc.  ISBN 978-0-86516-326-3.
- Domarus, M. (1998). Hitler: Reden und Proklamationen 1939 - 1940 V3. Bolchazy-Carducci Publishers, Inc.  ISBN 978-0-86516-327-0.
- Domarus, M. (1999). Hitler: Reden und Proklamationen 1941 - 1945 V4. Bolchazy-Carducci Publishers, Inc.  ISBN 978-0-86516-328-7.
- Vinnai, Gerhard (2004).  Hitler - Scheitern und Vernichtungswut. Zur Genese des faschistischen Täters. Giessen, Psychosozial Verlag. ISBN 3-89806-341-0

### Isländska
- Thorarensen, T. (1967). Að Hetjuhöll. Reykjavik: Fjölvi Publishing.

### Svenska
- Liljegren, Bengt. (2008) Adolf Hitler. Historiska Media, Lund. ISBN 978-91-85507-33-7